# Xã Lowville, Quận Murray, Minnesota
Xã Lowville (tiếng Anh: Lowville Township) là một xã thuộc quận Murray, tiểu bang Minnesota, Hoa Kỳ. Năm 2010, dân số của xã này là 169 người.